# Gramuntell
Gramuntell, antigament coneguda com a Agramuntell és una entitat de població del municipi de Ribera d'Ondara, a la comarca de la Segarra. El 2018 tenia 16 habitants. Està situat sobre un turó (617 m. d'altitud) al sud-oest del terme municipal. Forma un enclavament entre els municipis de Granyena de Segarra, Cervera, Montornès de Segarra i Montoliu de Segarra, a la dreta del torrent de Vilagrasseta.
Era de la jurisdicció del monestir de Santes Creus. A mitjans del segle xix es va integrar a l'antic municipi de Sant Pere dels Arquells.

## Llocs d'interès
- Restes del Castell
- Església de base romànica de Santa Maria de Gramuntell.